# Carex jamesonii
Espèce
Classification phylogénétique
Carex jamesonii est une espèce de plantes du genre Carex et de la famille des Cyperaceae.